# Kärrsjön (Augerums socken, Blekinge, 623569-149725)
Kärrsjön är en sjö i Karlskrona kommun i Blekinge och ingår i Bruatorpsån-Lyckebyåns huvudavrinningsområde. Sjön har en area på 0,0365 kvadratkilometer och ligger 79 meter över havet.

## Delavrinningsområde
Kärrsjön ingår i det delavrinningsområde (623226-149452) som SMHI kallar för Mynnar i havet. Medelhöjden är 43 meter över havet och ytan är 20,3 kvadratkilometer. Det finns ett avrinningsområde uppströms, och räknas det in blir den ackumulerade arean 27,59 kvadratkilometer. Avrinningsområdets utflöde Lillån mynnar i havet. Avrinningsområdet består mestadels av skog (53 procent), öppen mark (12 procent) och jordbruk (29 procent). Avrinningsområdet har 0,51 kvadratkilometer vattenytor vilket ger det en sjöprocent på 2,5 procent. Bebyggelsen i området täcker en yta av 0,5 kvadratkilometer eller 2 procent av avrinningsområdet.